# Calore sensibile
In termodinamica, il calore sensibile è la quantità di calore che viene scambiata tra due corpi producendo una diminuzione della differenza di temperatura tra i due corpi. Questo calore continua ad essere scambiato finché vi è una differenza di temperatura tra i due corpi nulla, cioè finché non viene raggiunto l'equilibrio termico.

## Determinazione matematica
Il calore sensibile può essere calcolato come prodotto della variazione di temperatura prodotta durante lo scambio termico e da un coefficiente di proporzionalità detto calore specifico:
{\displaystyle q=c\cdot \Delta T}
dove:
- {\displaystyle q}: calore sensibile specifico {\displaystyle (\mathrm {J} /\mathrm {kg} )} o {\displaystyle (\mathrm {J} /\mathrm {mol} )};
- {\displaystyle c}: calore specifico {\displaystyle \left({\frac {\mathrm {J} }{\mathrm {kg\cdot K} }}\right)} o {\displaystyle \left({\frac {\mathrm {J} }{\mathrm {mol\cdot K} }}\right)};
- {\displaystyle \Delta T}: variazione finita di temperatura {\displaystyle (\mathrm {K} )}.

La formula precedente è per unità di massa, mentre per un calcolo globale si deve moltiplicare per la massa ambo i membri ottenendo:
{\displaystyle Q=m\cdot c\cdot \Delta T}
dove {\displaystyle Q} è il calore espresso in Joule {\displaystyle (\mathrm {J} )}.

## Calore sensibile e calore latente
Il calore scambiato durante una trasformazione termodinamica può essere in generale scomposto in due termini: il calore sensibile e il calore latente.
A differenza del calore sensibile, uno scambio di calore latente avviene a temperatura costante. In particolare si ha scambio di calore latente durante una transizione di fase. Ad esempio per realizzare l'ebollizione dell'acqua, facendola passare dallo stato liquido allo stato vapore, è necessario fornire un certo quantitativo di calore latente che viene invece restituito all'ambiente durante la condensazione, il processo inverso dell'ebollizione.

## Caldaie a condensazione
Nelle caldaie a condensazione per calore latente si intende il calore che viene recuperato tramite la condensazione dei vapori. Questo calore è fondamentale per determinare la differenza tra potere calorifico inferiore (pci) e superiore (PCS) di una caldaia a condensazione.